# Парк природе Беласица
Парк природе Беласица (буг. Беласица Природен Парк) налази се на северним падинама планине Беласице у југозападном делу Бугарске. Укупна површина парка износи 117 km². Парк природе Беласица је део европске еколошке мреже ,,NATURA 2000“ а парком управља Директорат под надлежношћу Министарства пољопривреде Бугарске. Седиште Директората се налази у селу Коларово.
Парк природе се граничи на западу са Северном Македонијом а на југу са Грчком, кроз обе се простире планина Беласица. Природни парк Беласица обухвата следећа села: Габрене, Скрут, Кључ, Јаворница, Камена, Самуилово, Коларово, Беласица, и Петрич, сва се налазе у општини Петрич у Благоевградској области.

## Историја
Почетни процес очувања биодиверзитета на планини Беласици започео је 1988. године са оснивањем Конгурског резервата. Основан је Наредбом бр. 671 Одбора за заштиту животне средине од 06.15.1988. Сврха налога је била заштита природних шумских екосистема обичних кестења и букве.
У подножју планине налази се заштићено подручје Топилиште, проглашено Наредбом бр. 328 од 05.08.1992. Подручје је основано да заштити краљевску и елегантну папрат.
Парк природе Беласица је основан Наредбом РД-925 Министарства вода и животне средине Бугарске дана од 12.27.2007. године, и најмлађи је парк природе у земљи.

## Флора
Око 1500 биљних врсти је пронађено о сада у природном парку Беласица, укључујући бугарске и балканске ендеме, врсте заштићене Законом о биолошкој разноврсности, врсте укључене у Конвенцију о међународној размени угрожених врста дивље фауне и флоре и врсте укључене у Црвену књигу Бугарске.
Неке од заштићених биљака у парку су: обична буква, обични кестен (највећа шума кестена у земљи), обична тиса, европска божиковина, планински јавор, албански љиљан, Mеdicago carstiensis.

## Фауна
На фауну у парку Беласици утичу два главна атрибута планине: локација и надморска висина. Планина Беласица налази се у југозападном делу Бугарске и део је северне зоне суптропског подручја.
У краткој историји парка Беласице откривено је око 1500 врста бескичмењака и око 180 врста кичмењака укључујући бугарске и балканске ендемите. Неке од заштићених врста животиња су: планински детлић, црна жуна, средоземни звиждак.

## Галерија
- Viola stojanowii
- Шарени даждевњак